# راوباخ
راوباخ (به آلمانی: Raubach) یک شهر در آلمان است که در نویوید واقع شده‌است. راوباخ ۱٬۹۶۰ نفر جمعیت دارد.